# Егиј
Егиј (фр. Aiguilles) насеље је и општина у југоисточној Француској у региону Прованса-Алпи-Азурна обала, у департману Горњи Алпи која припада префектури Бријансон.
По подацима из 2011. године у општини је живело 394 становника, а густина насељености је износила 9,81 становника/km². Општина се простире на површини од 40,16 km². Налази се на средњој надморској висини од 1471 метар (максималној 3.078 m, а минималној 1.400 m).

## Демографија
| 1962. | 1968. | 1975. | 1982. | 1990. | 1999. | 2011. |
| ----- | ----- | ----- | ----- | ----- | ----- | ----- |
| 248   | 249   | 275   | 310   | 377   | 441   | 394   |

График промене броја становника у току последњих година